# Dicionário Onomástico Etimológico da Língua Portuguesa
El Dicionário Onomástico Etimológico da Língua Portuguesa (en español: Diccionario Onomástico Etimológico de la Lengua Portuguesa) es la mayor obra descriptiva de la onomástica de la lengua portuguesa. Fue escrita por el filólogo y arabista José Pedro Machado, siendo publicada su primera edición en 1981. Su última edición, que data de 2003, se divide en tres volúmenes que suman 1503 páginas, siendo impresa en Lisboa por la editorial "Livros Horizonte".
- Datos: Q3393314